# Brinckochrysa amseli
Brinckochrysa amseli är en insektsart som först beskrevs av Hölzel 1967.  Brinckochrysa amseli ingår i släktet Brinckochrysa och familjen guldögonsländor. Inga underarter finns listade i Catalogue of Life.